# Bålkaberget
Bålkaberget är ett naturreservat i Arvidsjaurs kommun i Norrbottens län.
Området är naturskyddat sedan 2013 och är 20,7 kvadratkilometer stort. Reservatet omfattar berget med detta namn, våtmarker söder därom och en annan höjd med tjärnar i sydväst. Reservatet består främst av granskog.